# District de Yaeyama

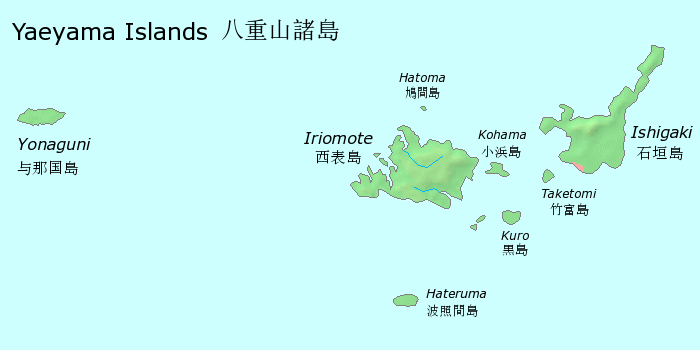
Composition des îles Yaeyama.

Le district de Yaeyama (八重山郡, Yaeyama-gun) est un district situé dans la préfecture d'Okinawa, au Japon, 

## Géographie

### Situation
Le district de Yaeyama est situé dans les îles Yaeyama, au Japon.

### Divisions administratives
Le district de Yaeyama est composé de deux bourgs :
- Taketomi, administrant les îles Iriomote, Taketomi, Kohama, Kuro, Hateruma et Hatoma : 3 923 habitants en 2012 (dont 2 224 habitants à Iriomote)[1] :
- Yonaguni, administrant l'île de Yonaguni : 1 581 habitants en 2012[1].

## Transports
Deux aéroports, sur Hateruma et sur Yonaguni, desservent le district.